# イゼルネ
イゼルネ （Yzernay）は、フランス、ペイ・ド・ラ・ロワール地域圏、メーヌ＝エ＝ロワール県のコミューン。

## 地理
モージュ地方にあるアンジューのコミューンである。モレヴリエの北東に位置する。コミューン南端はドゥー＝セーヴル県と接している。

## 人口統計
| 1962年 | 1968年 | 1975年 | 1982年 | 1990年 | 1999年 | 2008年 | 2013年 |
| ------ | ------ | ------ | ------ | ------ | ------ | ------ | ------ |
| 1288   | 1283   | 1421   | 1545   | 1634   | 1576   | 1710   | 1829   |

参照元:1962年から1999年まで人口の2倍カウントなし。1999年までEHESS/Cassini、2004年以降INSEE